# Carl I. Hagen
Pour les articles homonymes, voir Hagen.
Carl Ivar Hagen est un homme politique et chef d'entreprise norvégien, né le 6 mai 1944 à Oslo. Il est vice-président du Storting, le parlement de Norvège, de 2005 à 2009, et président du Parti du progrès, actuellement second parti politique du pays, de 1978 à 2006. Siv Jensen lui succède à la tête du parti. 
Ses prises de position sur l'immigration, la privatisation des entreprises publiques ou encore le démembrement de l'État-providence ont régulièrement suscité la polémique. Ses adversaires politiques le qualifient souvent de populiste. 
Lui-même se décrit comme libertarien en économie, et déclare par la suite se reconnaitre dans le style et les idées de Donald Trump.
Son père, Ragnar Hagen (1908-1969) est chef d'entreprise et sa mère, Gerd Gamborg (1914-2008), comptable. Il est marié à Eli Hagen qui est aussi sa secrétaire.

## Études
- Examen artium en 1963
- Higher National Diploma en 1968

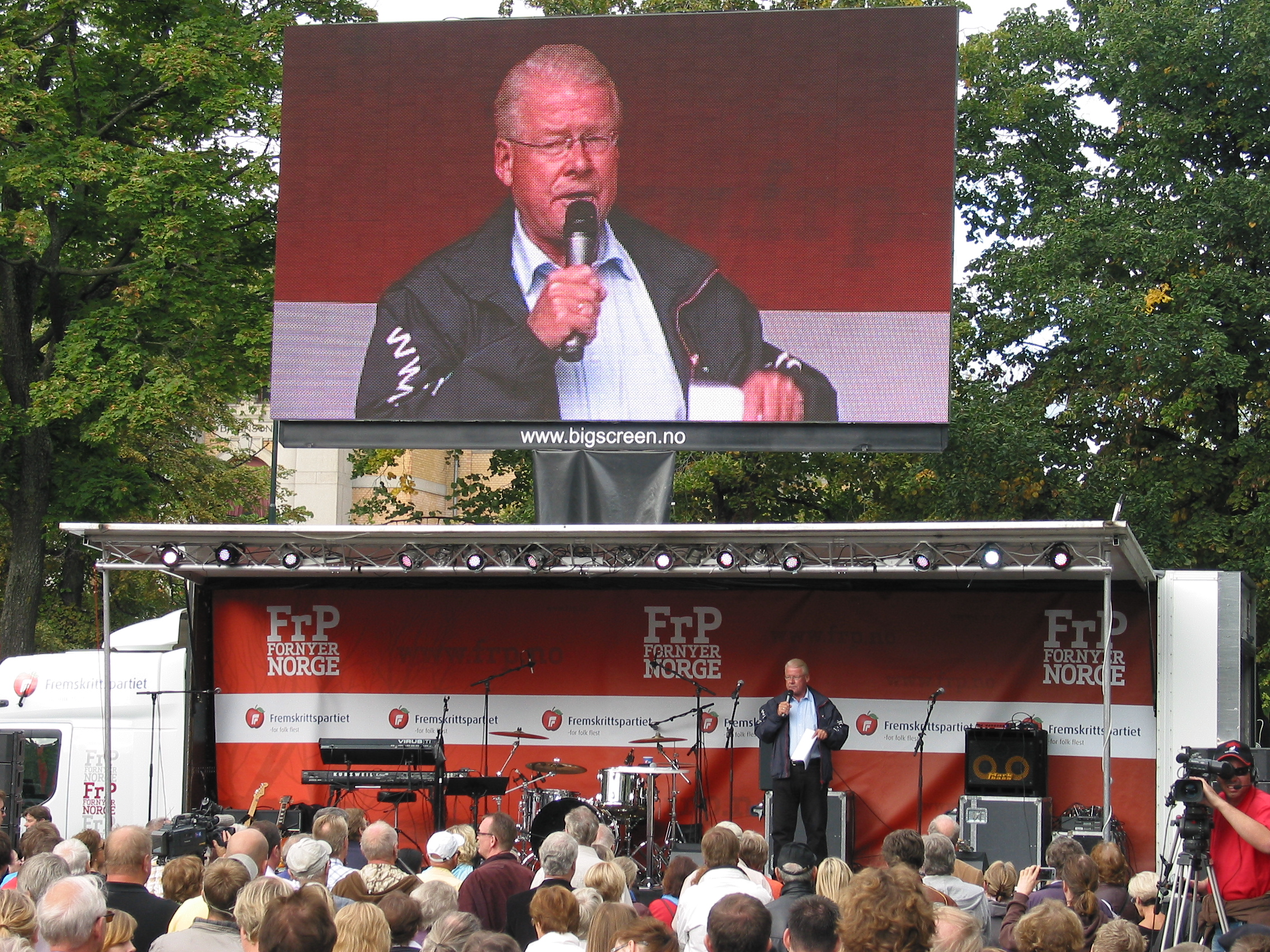
Carl I. Hagen prenant la parole à un meeting du Parti du progrès à Oslo avant les élections législatives de 2009

- Diplôme de marketing à l'Institut du marketing de Londres en 1968.

## Carrière politique

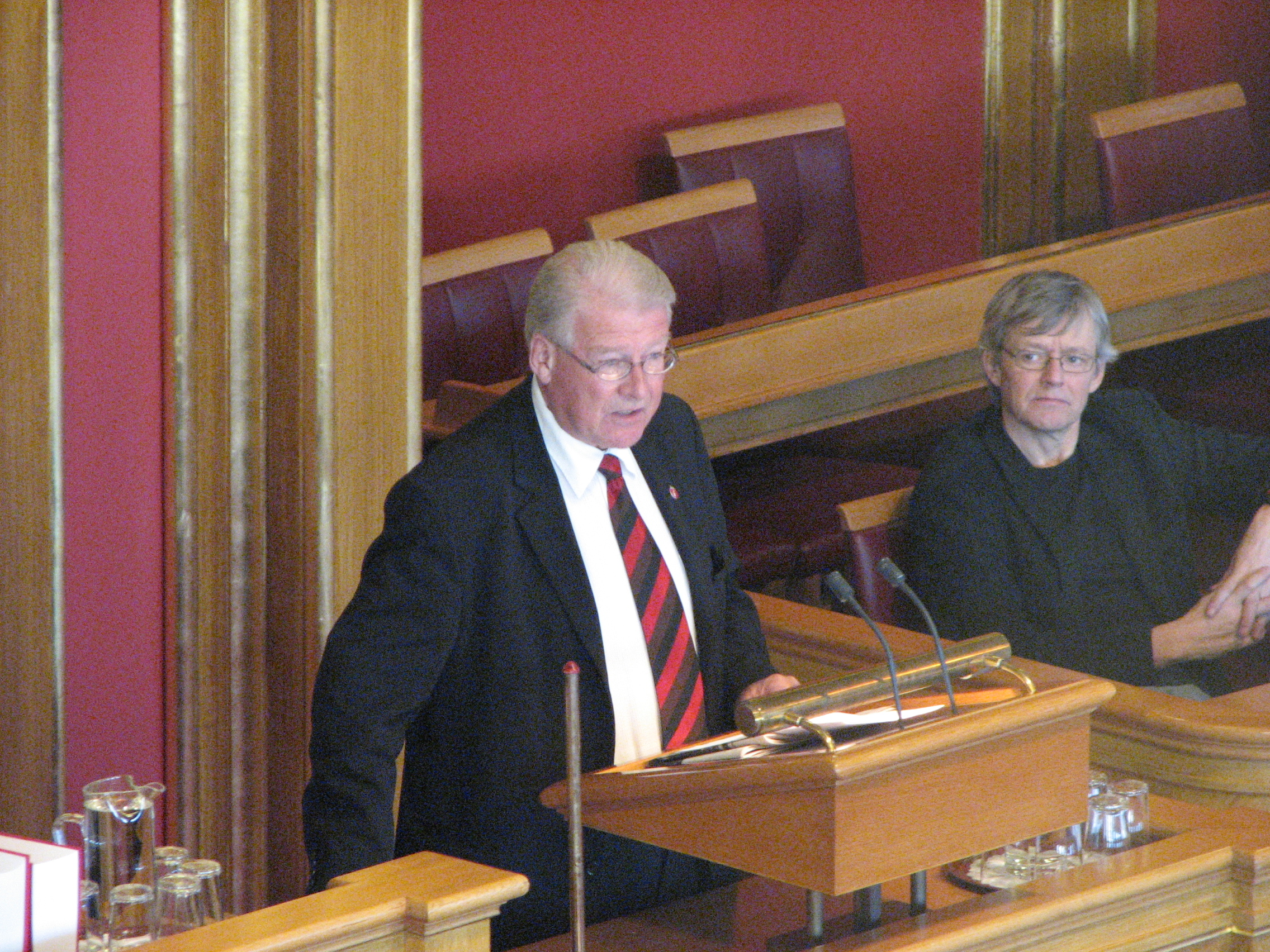
Carl I. Hagen à la tribune du Storting en février 2009

- 1972 : membre du conseil d'administration du forum britannique des affaires (British Business Forum)
- 1972-1974 : membre du conseil d'administration du Norske Agenters landsforbund
- 1973-1974 : secrétaire du Parti d'Anders Lange (ALP) et député suppléant d'Oslo
- 1974-1977 : député d'Oslo, Parti norvégien de la réforme
- 1981-1985 : député no 8 d'Oslo, Parti du progrès
- 1985-1989 : député no 14 d'Oslo, Parti du progrès
- 1989-1993 : député no 3 d'Oslo, Parti du progrès
- 1993-1997 : député no 6 d'Oslo, Parti du progrès
- 1997-2001 : député no 3 d'Oslo, Parti du progrès
- 2001-2005 : député no 5 d'Oslo, Parti du progrès
- 2005-2009 : député d'Oslo et vice-président du Storting

Il ne se représente pas lors des élections législatives de 2009.

## Carrière professionnelle et associative
Avant de se consacrer entièrement à la politique, Carl I. Hagen a occupé divers postes d'entreprise :
- 1970-1974 : PDG de la filiale norvégienne de l'entreprise britannique Tate & Lyle
- 1977-1979 : consultant financier
- 1979-1981 : consultant en politique économique dans l'industrie pétrolière.